# Kataujpani
Kataujpani (nep. कटौजपानी) – gaun wikas samiti w zachodniej części Nepalu w strefie Mahakali w dystrykcie Baitadi. Według nepalskiego spisu powszechnego z 2011 roku liczył on 821 gospodarstw domowych i 4296 mieszkańców (2275 kobiet i 2021 mężczyzn).